# Ханский сад (Баку)
Ханский сад (азерб. Xan bağı) — исторический сад, расположенный в Ичеришехер, и входящий в комплекс Дворца бакинских ханов. Ханский сад расположен в первом дворе дворца, перед домом, принадлежавшим ханской семье. В центре сада расположен маленький бассейн. Также на территории сада есть овдан (водный резервуар) и тяндир.
В парке сохранились сосна эльдарская, платан, кипарис, клён и другие деревья, являющиеся неотъемлемыми элементами флоры Азербайджана. Кроме того, на соответствующем участке
произрастают ель серебристая, акация белая, жасмин обыкновенный, туя восточная, различные розовые кусты.
В 2018 году на территории комплекса Дворца бакинских ханов были начаты работы по реставрации и реконструкции.

## История
Дворец бакинских ханов был построен в старинном ядре города – в Ичеришехер. Строительство комплекса было начато в 1754 году по заказу Абдулрагим-бека и Мехтигулу-бека. Первые постройки комплекса были возведены вдоль улицы Бёюк Гала (Большая Крепостная). В течение следующего столетия, т.е. до конца XIX века, было увеличено количество построек и в направлении двора. До присоединения Азербайджана к СССР в первом дворе дворца были источники и сад. Территория комплекса наряду с жилыми домами также включала здание небольшой мечети и подземную баню.
Обширные сведения о Дворце бакинских ханов дошли до наших времён благодаря проведённым 30 октября 1809 года измерительным работам и составленным чертежам. На чертежах были приведены подробные планы комплекса, отмеченного как «Ханский дворец и дома сбежавших беков». Комплекс бакинских ханов расположен слева при входе в Бакинскую крепость через Шемахинские ворота.
В первом историческом плане Дворца бакинских ханов, дошедшем до наших времён, отражён обширный жилой комплекс, сформированный вокруг пяти внутренних дворов. Первый большой двор, принадлежавший ханской семье, расположен первым. Центр его территории занимает сад с небольшим бассейном. В примечаниях к плану этот сад значится как «бывший ханский сад».

### Реставрационные работы
В 2018 году на территории комплекса Дворца бакинских ханов были начаты работы по реставрации и реконструкции. В рамках проекта был очищен участок, на протяжении долгих
лет загрязняемый бытовыми отходами. Затем на территорию была привлечена археологическая исследовательская группа и проведены научные исследования. Найденные на этом участке овдан и тяндир были законсервированы.
По информации Управления государственного историко-архитектурного заповедника «Ичеришехер», новая полоса зелёных насаждений, создаваемая в рамках проекта, будет объединена с Археологическим парком и превращена в единую зону отдыха. На некоторых участках на землю будут уложены каменные плиты, остальные участки будут озеленены. При художественном оформлении парка планируется использовать такие декоративные средства, как портал, подвесная конструкция, возможность получения естественного света от фасада.

## Описание
В парке сохранились сосна эльдарская, платан, кипарис, клён и другие деревья, являющиеся неотъемлемыми элементами флоры Азербайджана. Кроме того, на соответствующем участке произрастают ель серебристая, акация белая, жасмин обыкновенный, туя восточная, различные розовые кусты.